# Ганс-Петер Штайнахер
Ганс-Петер Штайнахер  (нім. Hans-Peter Steinacher; нар. 9 вересня 1968) — австрійський яхтсмен, олімпійський чемпіон.

## Виступи на Олімпіадах
| Олімпіада   | Дисципліна | Місце |
| ----------- | ---------- | ----- |
| Сідней 2000 | Торнадо    | 1     |
| Афіни 2004  | Торнадо    | 1     |
| Пекін 2008  | Торнадо    | 9     |